# Rubjerg Knude Fyr
El Rubjerg Knude Fyr és un far abandonat que es troba a la península de Jutlàndia, a Dinamarca, entre les poblacions de Lønstrup i Løkken del municipi de Hjørring. El far va ser abandonat l'any 1968 després que la duna Rubjerg Knude va fer invisible la seva llum des del mar.
Va ser construït el 1899 a la part alta d'un pujol, a uns 60 metres sobre el nivell del mar. Els vaixells en detectaven la llum des d'una distància d'uns quaranta quilòmetres. Les tempestes van anar amuntegant sorra davant del far, fins a tal punt que, el 1968, la seva llum va deixar de ser visible. El far va funcionar com a museu fins al 2002, any en què la duna va acabar per sepultar alguns dels edificis annexos; tanmateix, el far mai no ha arribat a quedar colgat per la sorra. La duna es va aplanant amb els anys i es desplaça vers el nord-est; avui dia, encara té una alçada d'entre 90 i 100 metres.